# 해운대달맞이길
해운대달맞이길은 부산광역시 해운대구 중동과 송정동 사이의 달맞이길의 고개다. 달맞이고개라고도 한다.
옛 동해남부선과 장산때문에 옛날에는 해운대구 해변 중심지에서 기장군으로 가는 유일한 통로였다. 송정터널이 개통되기 전까지만 해도 사람들의 왕래가 잦았던 고개로 이름이 나 있다.